# Matti Lampén

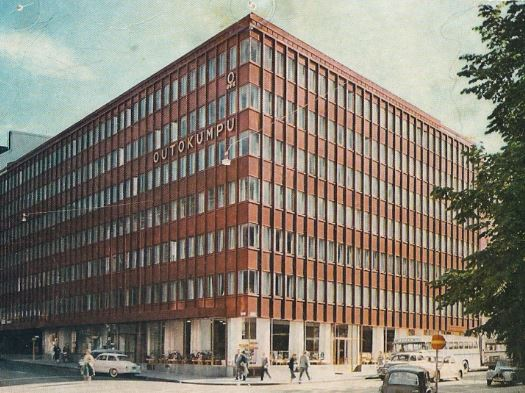
Kopparhuset, Outokumpus kontorshus i Helsingfors

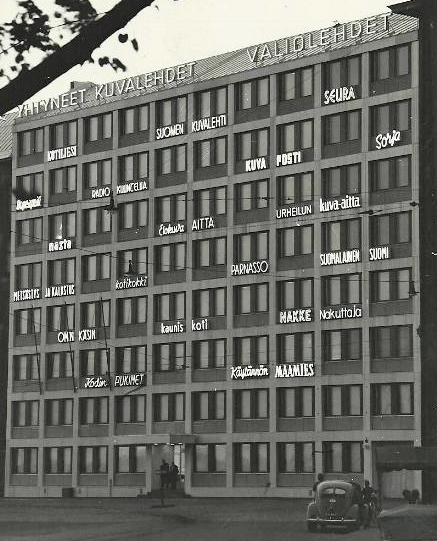
Yhtyneet-Kuvalehdets kontorshus i Helsingfors

Matti Tapio Lampén, född 30 september 1906 i Tammerfors, död 12 april 1961 i Helsingfors, var en finländsk arkitekt. 
Lampén avlade arkitektexamen vid Tekniska högskolan i Helsingfors 1931. Han var verksam vid Kolonisationsstyrelsen 1933–1934 och hos Pauli E. Blomstedt 1934–1935 samt grundade efter dennes död en gemensam byrå med änkan Märta Blomstedt. Lampén och Blomstedt ritade tillsammans bland annat Outokumpu Ab:s huvudkontor, det så kallade Kopparhuset i Helsingfors (1958), Uleåborgs folkskola och Hotell Aulanko (1938–1939) i Tavastehus samt en rad industrianläggningar på olika platser i Finland.